# Departamento de Cauquenes
| Departamento de Cauquenes | Departamento de Cauquenes        |
| ------------------------- | -------------------------------- |
| Cabecera:                 | Cauquenes                        |
| Superficie:               | km²                              |
| Habitantes:               | hab                              |
| Densidad:                 | hab/km²                          |
| Comunas/ Subdelegaciones: | - Cauquenes - Chanco (1928-1936) |
| Ubicación                 |                                  |
|                           |                                  |

| Departamento de Cauquenes | Departamento de Cauquenes |
| ------------------------- | --- |
| Cabecera:                 | Cauquenes |
| Superficie:               | km² |
| Habitantes:               | hab |
| Densidad:                 | hab/km² |
| Subdelegaciones:          | - 1a Cauquenes - 2a Tutuvén - 3a Pilen - 4a La Serena - 5a Coronel - 6a Curanipe (hasta 1901) - 7a Chanco (hasta 1901) - 8a Reloca (hasta 1901) - 9a Hilochegua - 10a Sauzal - 11a Caracol - 12a Tomenelo - 13a Santa Rosa - 14a San Antonio |
| Municipalidades:          | - capital departamental: - Cauquenes - otras municipalidades (1891) - Sauzal (1891-1928) - Curanipe (1891-1901) - Chanco (1891-1901) - Coronel del Maule (1891-1928)                                                                         |
| Ubicación                 | |
|                           | |

El Departamento de Cauquenes es una antigua división territorial de Chile. Su capital es Cauquenes. Corresponde a la antigua Delegación de Cauquenes, dependiente de la Intendencia de Concepción. Con la Ley del 30 de agosto de 1826, se crea la Provincia de Maule, cuya capital es designada Cauquenes, de acuerdo a la misma ley, anteriormente llamada Nuestra Señora de las Mercedes de Tutuben. Luego se crea a partir de este, en la década de 1830, el Departamento de Constitución.
El 8 de noviembre de 1901, a partir de este departamento se crea el Departamento de Chanco, abarcando las municipalidades de Chanco y Curanipe, con la excepción de la Subdelegación 4ª, La Serena, antiguamente llamada La Vega.
Con el DFL 8582, del 30 de diciembre de 1927, se vuelven a unir los Departamentos de Cauquenes y Chanco en el nuevo Departamento de Cauquenes. A su vez quedan suprimidas las Municipalidades de Sauzal, Coronel del Maule y Curanipe. En 1936 se restituye el Departamento de Chanco.

## Límites
El Departamento de Cauquenes limitaba:
- al norte con el Río Maule y el Departamento de Talca.
- al oeste con el océano Pacífico
- al sur con el Departamento de Itata
- Al este con el Departamento de Linares y el Departamento de Parral.

Luego con las divisiones sucesivas
- al norte con el Departamento de Constitución.
- al oeste con el Departamento de Chanco.
- al sur con el Departamento de Itata
- Al este con el Departamento de Linares y el Departamento de Parral.

## Administración
La administración estuvo en Cauquenes, en donde se encontraba la Intendencia Provincial de Maule. Para la administración local del departamento se encuentra, además, la Ilustre Municipalidad de Cauquenes.
El 22 de diciembre de 1891, el Decreto de Creación de Municipalidades (dictado a consecuencia de la Ley de Comuna Autónoma) establece las siguientes comunas en el departamento, con los límites que les asigna el decreto del 24 de agosto de 1888:
- Sauzal, con sede en Sauzal, administrando las subdelegaciones 9a Ilochegua, 10a Sauzal y 11a Caracol.
- Curanipe, con sede en Curanipe, administrando las subdelegaciones 4a La Vega y 6a Curanipe.
- Chanco, con sede en Chanco, administrando las subdelegaciones 7a Chanco y 8a Reloca.
- Coronel del Maule, con sede en Coronel, administrando las subdelegaciones 5a Coronel, 13a Santa Rosa y 14a San Antonio .

Las subdelegaciones restantes, 1a, 2a, 3a y 12a de Cauquenes son administradas por la Ilustre Municipalidad de Cauquenes.
En 1901, se separan las Municipalidades de Chanco (subdelegaciones 7a y 8a) y Curanipe (subdelegación 6a) para formar el nuevo Departamento de Chanco, exceptúando la Subdelegación 4ª, La Serena, que pasa a ser administrada por la Municipalidad de Cauquenes.

## Subdelegaciones
De acuerdo al decreto del 24 de agosto de 1888, las siguientes son las subdelegaciones:
- 1a Cauquenes
- 2a Tutuvén
- 3a Pilen
- 4a La Vega (La Serena)
- 5a Coronel
- 6a Curanipe (hasta 1901)
- 7a Chanco (hasta 1901)
- 8a Reloca (hasta 1901)
- 9a Ilochegua (Hilochegua)
- 10a Sauzal
- 11a Caracol
- 12a Tomenelo
- 13a Santa Rosa
- 14a San Antonio

## Comunas y subdelegaciones (1927)
De acuerdo al DFL 8583 en el departamento se crean las siguientes comunas y subdelegaciones:
- Cauquenes, que comprende todo el territorio del antiguo departamento de Cauquenes.
- Chanco, que comprende todo el territorio del antiguo departamento de Chanco.

En 1936, se restituye el Departamento de Chanco